# Estadio Caliente
El Estadio Caliente es un estadio de fútbol ubicado en la ciudad de Tijuana, Baja California, México. Es la sede como local del Club Tijuana que participa en la Liga MX del fútbol mexicano. Está ubicado en el exhipódromo de Agua Caliente. El Estadio Caliente es un inmueble de usos múltiples que se utiliza principalmente para partidos de fútbol profesional. Tiene una capacidad de 27,333 espectadores planeando llegar a 33,333 cuando sea concluido pues se encuentra actualmente en proceso de ampliación y rediseño. 
Es el único estadio de la Primera División de México cuya cancha es de pasto sintético.

## Inauguración
El estadio fue inaugurado en noviembre de 2007 con el objetivo de tener un equipo de primera división en la ciudad de Tijuana, considerando que la Federación Mexicana de Fútbol (FEMEXFUT) exige que los equipos que participen en la Primera División tengan un estadio con un aforo superior a los 15,000 espectadores. La meta se alcanzó cuando el Club Tijuana logró el ascenso a la Primera División de México en 2011 tras vencer en la serie a los Freseros de Irapuato.
La construcción de la cancha fue prevista en dos fases. En la primera fase se construyó la parte baja de la cancha y el terreno. En la segunda fase, de noviembre de 2007 a enero de 2008 el estadio continuó su construcción. Posteriormente se realizaron renovaciones en su diseño final aumentando su capacidad con el objetivo de albergar el Mundial sub-17 de la FIFA, aunque finalmente fue rechazado por la FIFA siendo seleccionado en su lugar el Estadio Corregidora de Querétaro como sede.

## Estadio
De acuerdo con Jorge Hank Rhon, propietario del estadio, la razón principal para la construcción del estadio fue su deseo de tener un club de fútbol profesional en la ciudad y también si fuera posible ser alguna de las ciudades sedes de un posible mundial en México en el 2026, pero tras el anuncio de las sedes mundialistas para 2026 solo quedaron seleccionadas la Ciudad de México, Guadalajara y Monterrey.
Es el único estadio de México en el que se juega fútbol de Primera División en césped artificial, después de la conversión de la superficie del campo del Estadio Akron de Guadalajara de pasto sintético a natural.
También es el único estadio en México que cuenta con un hotel dentro de sus instalaciones donde se hospedan los jugadores la noche previa al partido. 
Además de las habitaciones, cuenta con gimnasio, área de entretenimiento, alberca y jacuzzi.
Actualmente se está llevando a cabo la construcción de la segunda zona de palcos y 33 suites de lujo, además de la cabecera sur. Se espera que el Estadio Caliente esté terminando para el año 2021.

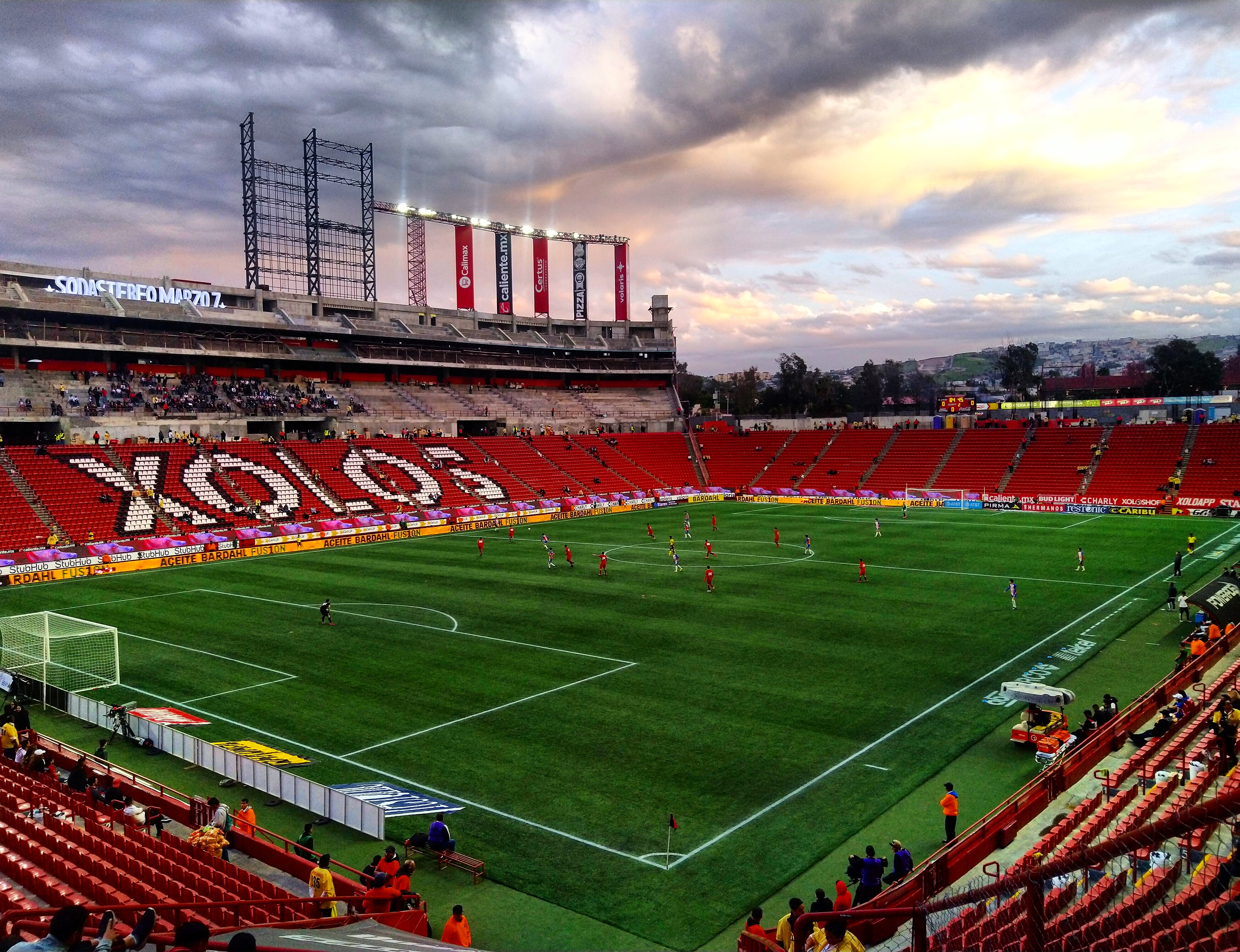
Avance de su construcción en febrero de 2020

## Construcción
El estadio fue inaugurado en noviembre de 2007, de acuerdo con el calendario de trabajo. A partir de julio del 2013, por exigencia de la Liga MX y de la Copa MX, además de seguir la construcción de la obra, se amplió su capacidad a  29 333 espectadores al terminarse de construir la cabecera General Norte dotando de mayor capacidad al estadio.

## Conciertos y eventos masivos
- Wisin y Yandel (11 de diciembre de 2009)

- Jenni Rivera (27 de marzo de 2010)

- Shakira (30 de julio de 2011)

- Gloria Trevi (4 de mayo de 2012)

- Vicente Fernández (2 de junio de 2012)

- Alejandro Sanz (1 de noviembre de 2012)

- Juan Gabriel (21 de marzo de 2015)

- Dark Woods Dream Festival (24 de octubre de 2015)

- Xpilots by Monster Energy (12 de agosto de 2017)[3]

- Maná (9 de septiembre de 2017)

- Residente (16 de marzo de 2018)[4]

- Teletón 2018 (24 de marzo de 2018)[5]

- Los Ángeles Azules (23 de marzo de 2019)[6]

- Guns N' Roses (20 de octubre de 2019)

- Maná (10 de junio de 2022)[7]

- Xpilots "Vertigo Tour" (10 de septiembre de 2022)[8]

- Grupo Firme (5 de noviembre de 2022)[9]

- Los Bukis (19 de noviembre de 2022)[10]

- Daddy Yankee (21 de noviembre de 2022)[11]

- Rauw Alejandro (10 de junio de 2023)[12]

- Banda MS (18 de junio de 2023)[13]

- Los Tucanes de Tijuana (8 de julio de 2023)[14]

- Natanael Cano y Junior H (19 de julio de 2023)[15]

- Romeo Santos (4 de agosto de 2023)[16]

- Wisin y Yandel (5 de agosto de 2023)[17]

- Xpilots "Impossible Jumps" (2 de septiembre de 2023)[18]

- Carrera "Corre con Espuma" (24 de septiembre de 2023)[19]
- Shakira (11 de agosto de 2025)